# Ironton, Missouri
Ironton är administrativ huvudort i Iron County i Missouri. Orten fick sitt namn efter områdets järnmalmsfyndigheter.